# Zeven koninkrijken van Kongo dia Nlaza
De Zeven Koninkrijken van Kongo dia Nlaza waren een confederatie van staten in West-Centraal Afrika, die minstens sinds de 13e eeuw bestonden. In de 16e eeuw werden ze opgenomen in het Koninkrijk Kongo, zoals blijkt uit de titels van koning Álvaro II in 1583. De confederatie grensde aan de Koninkrijken Vungu en Mpemba Kasi. Het kerngebied bevond zich rond de Kwalerivier en strekte zich uit naar het oosten tot de Kwangorivier, naar het noorden tot Pool Malebo, naar het westen tot de Inkisirivier en ten noorden van de Kwilurivier.

## Geschiedenis
Hoewel de eerste schriftelijke vermelding van deze regio uit de late 16e eeuw stamt, bestond de confederatie vermoedelijk al veel langer. Rond die tijd werd ze geïntegreerd in het Koninkrijk Kongo via de oostelijke provincie Mbata. De exacte samenstelling van de zeven koninkrijken is onduidelijk, maar mogelijk behoorden Kundi en Okanga ertoe. Vermoedelijk ging het om een alliantie van kleinere staten, al geven historische bronnen hierover weinig details.
In de 17e eeuw verwees de Portugese jezuïet Mateus Cardoso naar de Zeven Koninkrijken als "Momboares" en beschreef hij de regio uitgebreid. Hij merkte op dat het gebied bekendstond om zijn grote textielproductie, waarvan een aanzienlijk deel werd geëxporteerd naar Luanda, een Portugese koloniale stad. Volgens verslagen uit het begin van de 17e eeuw werd er jaarlijks tot 100.000 meter textiel naar Luanda uitgevoerd. Dit suggereert dat de totale productie aanzienlijk hoger lag, vergelijkbaar met grote textielcentra in Europa en Indië.
Cardoso vermeldde ook dat de oorspronkelijke confederatie in het westen koninkrijken als Nsundi, Mpangu en Mbata omvatte, die in de 15e eeuw werden opgenomen in Kongo. Vooral Mbata speelde een cruciale rol in de stichting van het koninkrijk, doordat zijn alliantie met Kongo’s stichter leidde tot de oprichting van het Koninkrijk Kongo. Mbata droeg de titel Nkaka andi Mwene Kongo, wat "grootvader van de koning van Kongo" betekent, wat suggereert dat het oorspronkelijk de oudere of leidende partner was. Dit duidt erop dat de Zeven Koninkrijken ouder waren dan het Koninkrijk Kongo, mogelijk teruggaand tot de 13e eeuw. Taalkundig onderzoek van Jan Vansina wijst erop dat grotere politieke structuren zich rond deze tijd in de noordelijke regio's begonnen te ontwikkelen.
Toen het Koninkrijk Kongo Kongo dia Nlaza annexeerde, werd het grotendeels opgenomen in de provincie Mbata, wat Kongo’s expansie richting het oosten bevorderde.